# 齊後莊公
齊後莊公（？—前548年），姜姓，名光，為了與前代的齊莊公（購）分別，故稱齊後莊公。
齊靈公病危，崔杼迎立太子光，是為齊後莊公。又以宿仇殺太傅高厚。齊後莊公好色，前548年與崔杼妻棠姜有染，崔杼大怒，聯合棠無咎殺之，另立齊後莊公之弟公子杵臼為君，即齊景公。

## 子女
- 少姜，晋平公妾

## 影視作品
- 《东周列国春秋篇》由閆懷禮飾演。